# Manapart (группа)
Manapart — армяно-российская ню-метал-группа, образованная в 2018 году в Санкт-Петербурге.

## История
В 2016 году была основана кавер-группа «Wishup band», куда вошли Артём Попов, Арман Бабаян, Захарий Зурабян и Пётр Зубков. Группа в основном исполняла каверы на песни System Of A Down, сняла несколько видео и дала в этом составе 3 концерта в Санкт-Петербурге и Москве. В 2018 году группа решила создавать свою музыку и отказаться от каверов.
В 2018 году в Санкт-Петербурге Артём Попов (вокал), Арман Бабаян (соло-гитара) и Захарий Зурабян (ударные) основали группу «Manapart», к которой позднее, в 2021 году, присоединился Иван Якушин (бас-гитара, бэк-вокал).
В ноябре 2020 года группа выпустила свой дебютный альбом, состоящий из 9 песен.
Первый сольный концерт группы состоялся в 2021 году. В следующем году был выпущен EP «2084», который вызвал большой интерес у слушателей в Великобритании, Германии, Польше, Финляндии, Дании, Болгарии, Австрии, Испании, Франции, США, а также Армении.
В 2023 году сингл группы «Void Manifesto» из мини-альбома «2084» занял 4-ю позицию в чарте Primordial Radio Top 40.
В феврале 2023 года сингл «Misery» победил в номинации «Сингл/Видео месяца» на портале «Metal Has No Borders».
С 2021 по 2024 годы группа «Manapart» дала более 15 концертов в России и Армении.
15 июня 2025 года группа «Manapart» выступает на фестивале «Дикая Мята»

## Состав группы
- Артём Попов — вокал (2018 — н. в.)
- Арман Бабаян — (соло-гитара) (2018 — н. в.)
- Захарий Зурабян — (ударные) (2018 — н. в.)
- Иван Якушин — (бас-гитара) (2021 — н. в.)

## Отзывы критиков
Ирана Наджафова о стиле группы «Manapart»:

«…острая, но драматичная ирония в цепляющем вокале круто сочетается со звучанием музыки. Этнические мотивы придают аранжировке глубины и объема, она — множество тропок, каждая из которых открывает песню с новой стороны. Ориентальные нотки идеально совпадают с легкой меланхолией текстов. Гитары записаны стильно и чисто, качественно подчеркнуты барабанами, в музыкальном полотне нет ни единого лишнего звука».

Анастасия Игнатова, журнал «Rockcor»:

Группа решила возродить не самый популярный жанр — ню-металл, но в их исполнении все превращается в настоящие хиты и даже тот слушатель, который от представленного жанра весьма далек, проникается творчеством команды, благодаря их невероятной экспрессии и космической энергетике.

## Дискография и видео

### Альбомы
- 2020 — «Manapart»[3].
- 2024 — «Red»[10][11][12][13].

### Мини-альбомы
- 2022 — «2084»[7]

### Синглы
- 2022 — «Tomorrow»[14].
- 2022 — «Yerani».
- 2023 — «Misery» (совместно с группой «Tardigrade Inferno»)[8][15].
- 2023 — «Roombaya»[16][17].
- 2024 — «Bull’s Eye»[18].
- 2024 — «Suspiria»[19].
- 2025 — «Terrorize!»
- 2025 — «RITUAL»

### Видео
- 2021 — Vostok (Official Video 4k)
- 2021 — Reflection of Reality Official Video
- 2022 — Void Manifesto (Lyric Video)[7]
- 2022 — Bullets (Lyric Video)
- 2022 — Indoctrination (Official Video)[20]
- 2022 — Yerani (Official Video)
- 2022 — Tomorrow (Official Video by Kevork Mourad)
- 2023 — Misery (feat. Tardigrade Inferno) — Official Music Video[6][21]
- 2023 — Roombaya (Official Lyric Video)
- 2024 — Bull’s Eye (Official Lyric Video)